# William Henry Johnson
William Henry Johnson (15 de julho de 1892 – 1 de julho de 1929), comumente chamado apenas de Henry Johnson, foi um soldado afro-americano do Exército dos Estados Unidos que ficou conhecido por suas ações heroicas durante a Primeira Guerra Mundial.

## Carreira
Johnson alistou-se na Guarda Nacional de Nova Iorque em junho de 1917. Sua unidade, o 369º Regimento de Infantaria (que ficariam conhecidos como Harlem Hellfighters), foi mandado para a França no final daquele ano e começo de 1918, embora seu treinamento de combate fosse precário, com soldados negros não recebendo treinamento em armas. Foram então mandados para a Floresta de Argonne, num posto de guarda. Em 14 de maio de 1918, uma tropa alemã atacou sua posição. Henry Johnson teve que lutar com os punhos e uma faca, detendo os alemães num combate corpo a corpo brutal, matando ou ferindo vários inimigos, salvando a vida de pelo menos um colega que havia caído no chão, sofrendo 21 ferimentos ele mesmo no processo. A história dessa luta chamou a atenção nacional devido a uma cobertura nos jornais New York World e The Saturday Evening Post, feita mais tarde naquele ano.
Em 1918, racismo contra afro-americanos por parte de soldados brancos era comum, com o exército, assim como a sociedade dos Estados Unidos, sendo segregado racialmente. Quando as tropas americanas começaram a chegar na França para lutar na Frente Ocidental, em 1917, militares americanos mandaram mensagens para os oficiais franceses, para que não tratassem bem ou de forma igualitária os soldados negros. Os franceses, contudo, não compartilhavam majoritariamente desta visão e estavam felizes em receber reforços, independente da cor da pele. Johnson recebeu da França a medalha Croix de guerre e se tornou o primeiro soldado dos Estados Unidos na Primeira Guerra Mundial a receber esta honra. Em 2 de junho de 2015, quase cem anos após seus feitos, Johnson foi finalmente agraciado por seu próprio país com a Medalha de Honra, entregue pelo presidente Barack Obama numa cerimônia póstuma feita na Casa Branca.
Henry Johnson faleceu, de miocardite, em 1929, pobre e na obscuridade. Apesar dos seus serviços, teve problemas em receber sua pensão de veterano, somente recebendo, dois anos antes de sua morte, um pagamento de compensação por "incapacidade permanente e total" devido a sua tuberculose. Sua história de vida se tornou a síntese do tratamento ruim que soldados afro-americanos receberam durante a Grande Guerra. Apesar das condecorações e comendações dadas pelos franceses devido ao valor que Johnson demonstrou em combate, receber tais honrarias por parte do seu próprio país foi difícil, com ele recebendo amplo reconhecimento por seus feitos apenas décadas após sua morte. Ele foi condecorado, postumamente, com uma Coração Púrpuro em 1996, devido aos ferimentos que sofreu, e com a Medalha de Honra, nove anos mais tarde. Em 2002, o exército americano, de forma póstuma, lhe outorgou a Cruz de Serviço Distinto.